# シャイニー・シスターズ
シャイニー・シスターズ（Shiny Sisters）は、ensembleから2019年12月20日に発売された全年齢対象のアドベンチャーゲーム『シャイニー・シスターズ〜女装主人公アイドルプロジェクト〜』（シャイニー・シスターズ〜じょそうしゅじんこうアイドルプロジェクト〜）の副題を省略した呼称であり、またその作品中に登場する架空アイドルユニットの名称であり、およびそのキャラクターの声を演じる声優達による実在の7人組女性声優ユニットの名称である。
作品としての公式略称は「シャニシス」。ensemble「乙女シリーズ」歴代7人の女装主人公がアイドルとしてデビューさせられるという内容であり、萌えゲーアワード2019の金賞・コンセプトデザイン賞を受賞している。

## 作品としてのシャイニー・シスターズ

### 「乙女シリーズ」ミニゲームの歴史における位置づけ
『シャイニー・シスターズ 〜女装主人公アイドルプロジェクト〜』（以下、適宜「本作」という。）は、ensembleが制作している女装ｘ学園潜入もの美少女アドベンチャーゲームの連作「乙女シリーズ」の派生作品である。
乙女シリーズでは2013年11月29日、第3作『桜舞う乙女のロンド』の発売に際し、第1作『花と乙女に祝福を』と第2作『乙女が紡ぐ恋のキャンバス』の主人公2人をゲストとして迎えた特典ミニゲーム「乙女シリーズ主人公ぱっち」が制作・配布された。その内容は、第3作も含めた3人の女装主人公が互いの正体を明かさず交流するというもので、全員が女装した男子だということを知るのはプレイヤーだけという点がコンセプトであった。
これが好評を博した結果、主人公ミニゲームの企画はその後も続き、回を重ねるごとに登場主人公の人数も増えていった。ライターの松田ゆのじはこれらを評して「シュール」であり、「わたわた感」が楽しめる作品群であるとしている。本作はその第5弾という位置づけであり（下表も参照）、2019年12月20日に初めて単体パッケージとして発売されたものである。希望小売価格は、直前のシリーズ本編作品が9,800円、そのファンディスクが7,800円に設定されていたのに対し、本作通常版は3,000円であった。
| # | 発売日         | タイトル                                                 | タイアップ                                                  |
| - | -------------- | -------------------------------------------------------- | ----------------------------------------------------------- |
| 1 | 2013年11月29日 | 乙女シリーズ主人公ぱっち                                 | 桜舞う乙女のロンド                                          |
| 2 | 2014年11月28日 | 乙女シリーズ主人公ぱっち2                                | 乙女が奏でる恋のアリア                                      |
| 3 | 2016年3月25日  | 女装主人公集合DLミニシナリオ第3弾                        | 乙女が彩る恋のエッセンス                                    |
| - | 2017年11月24日 | （美亜アフター）                                         | 想いを捧げる乙女のメロディー 〜あふれる想いを調べにのせて〜 |
| 4 | 2018年11月30日 | 乙女シリーズ 女装主人公ミニゲーム NewStage               | 乙女が結ぶ月夜の煌めき                                      |
| 5 | 2019年12月20日 | シャイニー・シスターズ〜女装主人公アイドルプロジェクト〜 | —                                                           |
| 6 | 2021年11月26日 | 乙女シリーズ 女装主人公ミニゲーム new stage2             | 星の乙女と六華の姉妹                                        |
| 7 | 2022年9月30日  | 乙女シリーズ 女装主人公ミニゲーム 〜時を越えた巡り逢い〜 | 華は短し、踊れよ乙女                                        |
| - | 2022年9月30日  | 乙女シリーズミニゲーム 二つのアリア                      | 乙女の剣と秘めごとコンチェルト                              |

本作には『花と乙女に祝福を』（2009年）から『乙女が紡ぐ恋のキャンバス』（2012年）、『桜舞う乙女のロンド』（2013年）、『乙女が奏でる恋のアリア』（2014年）、『乙女が彩る恋のエッセンス』（2016年）、『想いを捧げる乙女のメロディー』（2017年）、および最新作『乙女が結ぶ月夜の煌めき』（2018年）までの全7作品から7人の女装主人公が総出演する。
なお後年の『二つのアリア』に関して、シナリオライターの水瀬拓未は、主人公たちの集合に主眼を置いたものではないと説明している。

### 製品
本作はアダルトゲームが原作となっているが、本作自体は一般向けである。通常版のほかタペストリー同梱版と豪華版が発売された。2020年にはFANZA GAMESで通常版のダウンロード販売が開始され、全年齢向けのDMM GAMESでも取り扱われている。製品構成は以下のとおり。
| 内容                 | 通常版 | 同梱版 | 豪華版 | 備考                          |
| -------------------- | ------ | ------ | ------ | ----------------------------- |
| ゲーム本体           | Yes    | Yes    | Yes    |                               |
| A1タペストリー       | No     | Yes    | No     | パッケージイラスト            |
| スリムポスター       | No     | Yes    | No     | 主人公7キャラ分               |
| 限定ミニゲーム       | No     | No     | Yes    | #豪華版録り下ろしボイスも参照 |
| 主題歌フルバージョン | No     | No     | Yes    |                               |
| ミニゲーム#1〜4      | Yes    | Yes    | Yes    | 期間限定購入特典              |

### システム
本作のスタイルはテキストを読み進めることでストーリーが展開するアドベンチャーゲームであるが、ストーリーはプレイヤーの行動によって変化しない。途中の選択肢はなく、エンディングも1つである。シナリオは特定の視点人物というものを持たず、7人の主人公間で視点を切り替えながら進行する群像劇的な構成を採っている。
「ギャラリー」機能ではゲーム中で一度表示されたイベントCGを鑑賞できる。また「音楽鑑賞」機能ではゲーム中で使用されているBGMを聴くことができる。全年齢対象であるため性的なイベントシーンはなく、回想する機能も備わっていない。

### 舞台

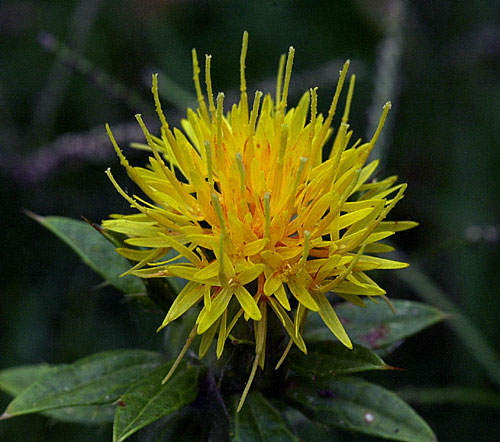
ベニバナ（紅花）

異なるお嬢様学園に通う歴代主人公の集結を可能にさせている仕掛けは「全国紅花連盟」（略称：紅花連）という作中組織である。シリーズ作品の舞台校は全てこの紅花連に加盟しており、お嬢様学園相互の提携交流が進められている。
乙女シリーズ各作品はこの設定を通じて同じ世界観を共有している。主人公達はその中にあって、各々の事情から、紅花連に対して所属学園を代表する役目を担っている。
本作の中心舞台は『乙女が結ぶ月夜の煌めき』の明月女学園であり、歴代主人公7人のほか、3人の歴代キャラクターが脇役として登場する。

### あらすじ

#### 本編
紅花連の親睦会を通じて交友を深めてきた歴代の女装主人公達が、明月女学園の四條蘭（しじょう らん）の画策により、商店街で開催されるイベントにアイドルグループとして出演することになってしまう。
段取りをつけるのは蘭の従者である塔矢優紀（）。リーダーとして指名されたのは真原葵（）。サブリーダーは月丘晶子（）。振り付けは朝倉千弘（）。衣装デザインは深山瑞希（）。作曲は雨桜みさき（）。メインボーカルは塚原いずみ（）。グループ名には「シャイニー・シスターズ」が全員一致で選ばれる。主人公達はリハーサルで失敗してしまうが、明月女学園の寮で合宿を行って団結を強め、演技の精度を上げていく。
本番のステージを成功させた主人公達には、アイドルとしての次の仕事が待ち構えていた。

#### 豪華版限定ミニゲーム
主人公（プレイヤー）の姉は紅花連にも加盟している名門女子学園の学生会長。その姉が台風のため離島のコンサートから帰宅できなくなり、明月女学園で開かれる交流会に主人公（プレイヤー）が身代わりとして出席することになる。
明月女学園を訪れた主人公（プレイヤー）はシャイニー・シスターズのレッスンに参加し、料理体験に参加し、学生寮に一泊する。二日目はシャイニー・シスターズのメンバーと共にリハーサルの舞台にまで立つ。
交流会が終わり自宅で寂しさを覚えていると、四條家から手紙が届き、シャイニー・シスターズの次回レッスン日が伝えられる。

### キャスト
| 役名                    | 声優                   | 備考                                            |
| ----------------------- | ---------------------- | ----------------------------------------------- |
| 月丘 晶子               | まきいづみ             | 第1作『花と乙女に祝福を』の主人公               |
| 深山 瑞希               | 桐谷華                 | 第2作『乙女が紡ぐ恋のキャンバス』の主人公       |
| 真原 葵                 | 歩河みぃな             | 第3作『桜舞う乙女のロンド』の主人公             |
| 塚原 いずみ             | 月野きいろ             | 第4作『乙女が奏でる恋のアリア』の主人公         |
| 朝倉 千弘               | ひな葉月               | 第5作『乙女が彩る恋のエッセンス』の主人公       |
| 雨桜 みさき             | 北見六花               | 第6作『想いを捧げる乙女のメロディー』の主人公   |
| 塔矢 優紀               | 春乃いろは             | 第7作『乙女が結ぶ月夜の煌めき』の主人公         |
| 四條 蘭                 | なし                   | 第7作『乙女が結ぶ月夜の煌めき』のヒロイン       |
| 双葉 沙耶子             | 桐谷華（原作より）     | 第3作『桜舞う乙女のロンド』のサブキャラクター   |
| 雪代 ことり             | 桐谷華（原作より）     | 第4作『乙女が奏でる恋のアリア』のヒロイン       |
| 園谷 千夏               | 月野きいろ（原作より） | 第6作『想いを捧げる乙女のメロディー』のヒロイン |
| プレイヤー※名前設定可能 | なし                   | 豪華版のみ                                      |

### スタッフ
本作では、各原作のキャラクターデザインをもとに「蒼岩えのき」が作画を担当している。
- キャラクターデザイン - 武藤此史（晶子、優紀（蘭））、きみしま青（瑞希、葵）、kyou（いずみ）、庄名泉石（千弘）、Hiten（みさき）[4]
（担当キャラクターの出典：[48][49][50][51][52][53]）
- 原画 - 蒼岩えのき[4]
- シナリオ - 甲二[4]
- ムービー - KIZAWA studio[5]
- ディレクション・プロデュース - 真田昌樹[5]

### 主題歌
オープニング&エンディングテーマ「Shinin' Stars!!」
作詞 - 山本美禰子 / 作曲・編曲 - 小泉孝輔 / 歌 - シャイニー・シスターズ 
作中では「作詞 - 塚原いずみ / 作曲 - 雨桜みさき」という設定になっている。

### サウンドトラック
「音楽鑑賞」機能から確認できる本作のBGMは以下のとおり。シリーズ原作の楽曲が使用されている。
| #   | タイトル                         | 作詞 | 作曲             | 初出作品                         |
| --- | -------------------------------- | ---- | ---------------- | -------------------------------- |
| 1.  | 「山百合祝歌」                   |      | ミリオンバンブー | 『花と乙女に祝福を』             |
| 2.  | 「木と星の見える場所」           |      | ミリオンバンブー | 『乙女が紡ぐ恋のキャンバス』     |
| 3.  | 「君と寄り添い語り合う」         |      | ミリオンバンブー | 『乙女が奏でる恋のアリア』       |
| 4.  | 「舞城での日々」                 |      | ミリオンバンブー | 『乙女が彩る恋のエッセンス』     |
| 5.  | 「喜びは共に分ち合う為に」       |      | ミリオンバンブー | 『桜舞う乙女のロンド』           |
| 6.  | 「Believe」                      |      | ミリオンバンブー | 『乙女が結ぶ月夜の煌めき』       |
| 7.  | 「峠越えのナポレオン」           |      | ミリオンバンブー | 『乙女が紡ぐ恋のキャンバス』     |
| 8.  | 「リーリエシュールフェスト」     |      | ミリオンバンブー | 『想いを捧げる乙女のメロディー』 |
| 9.  | 「心、静かに揺らす」             |      | ミリオンバンブー | 『桜舞う乙女のロンド』           |
| 10. | 「あなたがいないノクターン」     |      | ミリオンバンブー | 『想いを捧げる乙女のメロディー』 |
| 11. | 「change x change」              |      | ミリオンバンブー | 『乙女が結ぶ月夜の煌めき』       |
| 12. | 「フーガっぽいけどそうじゃない」 |      | ミリオンバンブー | 『想いを捧げる乙女のメロディー』 |
| 13. | 「瞼を閉じて」                   |      | ミリオンバンブー | 『花と乙女に祝福を』             |
| 14. | 「ぬくもりを感じながら」         |      | ミリオンバンブー | 『乙女が彩る恋のエッセンス』     |
| 15. | 「希望を胸に」                   |      | ミリオンバンブー | 『桜舞う乙女のロンド』           |

### 豪華版録り下ろしボイス
豪華版限定ミニゲームの「僕が女装!? ドキドキの女学園生活」では、注文の際に登録した
- 男の時の名前（以下、男の名前という。）
- 女装した時の名前（以下、女の名前という。）

が主人公（プレイヤー）の名前となり、歴代女装主人公7人から名前を呼ばれる仕組みになっている。
以下のとおり、女装主人公1人につき録り下ろしボイス2つが収録されている。
| #  | キャラ   | 声優       | 台詞                                                                                                 | 場面                           |
| -- | -------- | ---------- | --- | ------------------------------ |
| 1  | ■ 優紀   | 春乃いろは | あの、女の名前さんどうかされました？                                                                 | 優紀の出迎え                   |
| 2  | ■ いずみ | 月野きいろ | え？ 男の名前さん？                                                                                  | 優紀、いずみ、みさきとレッスン |
| 3  | ■ みさき | 北見六花   | 男の名前って、素敵なお名前ですね。あなたにピッタリ、ふふ                                             | 優紀、いずみ、みさきとレッスン |
| 4  | ■ いずみ | 月野きいろ | んで、左下は女の名前さん                                                                             | 優紀、いずみ、みさきとレッスン |
| 5  | ■ 優紀   | 春乃いろは | ふふ、なら……男の名前さん、左下ですよ                                                                 | 優紀、いずみ、みさきとレッスン |
| 6  | ■ 瑞希   | 桐谷華     | でも、男の名前さんって、別の人の名前っぽいよ？                                                       | 瑞希、千弘と料理教室           |
| 7  | ■ 千弘   | ひな葉月   | あはは、すっごい片言。ほらほら、甘ーいお菓子を作ってるんだから、そんな顔しちゃ駄目だよ、男の名前さん | 瑞希、千弘と料理教室           |
| 8  | ■ 晶子   | まきいづみ | あの、馴れ馴れしかったらごめんね。何て言うか、女の名前とは話しやすいなって思っちゃって               | 晶子と葵の部屋で一泊           |
| 9  | ■ 晶子   | まきいづみ | あ、うん。お休みなさい、女の名前さん。今日はお疲れ様                                                 | 晶子と葵の部屋で一泊           |
| 10 | ■ 葵     | 歩河みぃな | んん……女の名前さん……ふふ、可愛い、ふふふ                                                             | 晶子と葵の部屋で一泊           |
| 11 | ■ 葵     | 歩河みぃな | 今日は新しい仲間を紹介するよ、男の名前さん、カモーン                                                 | 全員とリハーサル               |
| 12 | ■ 千弘   | ひな葉月   | 緊張してる暇なんて、無いんだから、ね、男の名前さん                                                   | 全員とリハーサル               |
| 13 | ■ みさき | 北見六花   | 困ったら……私のマネをしてください、男の名前さん                                                       | 全員とリハーサル               |
| 14 | ■ 瑞希   | 桐谷華     | 女の名前さん、足を止めないで。いまのあなたはアイドル、見られる側なんだから                           | 全員とリハーサル               |

### 制作
本作ディレクターの真田昌樹は「この作品を企画するにあたり、社内でも賛否が分かれました」「そもそも需要があるのかということで話し合いの場がもたれました」と明かしている。
塚原いずみを演じた月野きいろは、本作の物語の時期が、各原作の時期の後日となっていることを踏まえ、「個人的にちょっとずつちょっとずつ「女装モードに慣れていっている感」を出していたりします」と説明している。いずみ以外の主人公たちがいずみに見惚れるシーンでは、その状況に説得力を持たせるため、「淑女の振る舞いがすっかり板についている」いずみを演じるよう心がけたという。
月野は、本作シナリオは「全員をキャラ立ちさせる」方針で書かれていると説明し、そのため声優陣としても（原作ではなく）本作での表現に寄せて演じたところがあったと述べている。例えば、晶子は「頑張り屋で大胆で頼りになる感じ」であり、葵は「無邪気で食いしん坊で可愛い感じ」といった立たせ方であったという。
また月野は、本作主題歌「Shinin' Stars!!」について次のように書いている。

### 反響

#### 売り上げ
本作は発売月（2019年12月）の売り上げにおいて、Getchu.comの集計では10位、アダルトゲーム月刊誌『BugBug』の集計では7位を記録した。なお、翌1月の17日には「在庫切れとなっていた通常版の再生産が完了し、店舗・通販サイトでの受付が再開される」旨の告知がensembleからなされている。発売年（2019年）においては、Getchu.comの集計で上位50位の圏外、『BugBug』の集計では上位10位の圏外であった。

#### 人気投票
| 部門名       | Getchu.com | BugBug    | アワード  |
| ------------ | ---------- | --------- | --------- |
| 総合         | 圏外/20位  | 圏外/20位 | 14位/40位 |
| シナリオ     | 圏外/10位  | 圏外/10位 | 部門なし  |
| グラフィック | 圏外/10位  | 部門なし  | 部門なし  |
| 音楽         | 圏外/10位  | 圏外/10位 | 部門なし  |
| システム     | 圏外/10位  | 圏外/10位 | 部門なし  |
| ヴォイス     | 部門なし   | 圏外/10位 | 部門なし  |
| ムービー     | 圏外/10位  | 部門なし  | 部門なし  |
| エッチ       | 圏外/10位  | 圏外/20位 | 部門なし  |
| キャラクター | 0人/20位   | 0人/20位  | 部門なし  |

本作は発売月（2019年12月）のユーザー人気投票において、Getchu.comの9位を獲得した。萌えゲーアワードでは『あにまる☆ぱにっく』・『MUSICUS!』と三つ巴の接戦となり、2位を獲得した（1位は『あにまる☆ぱにっく』）。発売年（2019年）の人気投票においては、Getchu.comでは全部門で圏外、『BugBug』でも全部門で圏外であったが、萌えゲーアワードではユーザーの支持を集め、14位を獲得した（表：「2019年の美少女ゲーム人気投票における本作の位置」に一覧を示す。）。

#### レビュー
『BugBug』2020年3月号に本作のレビューが掲載された。レビュアーは、主人公7人全員が自分だけが男だと一様に思っているところが注目点だとし、「全部を知っているプレイヤーからしてみればニヤニヤしっ放し」と感想を述べた。その上で、本作は女装主人公7人全員にスポットが当たっており、原作では決して見られない主人公同士の絡みも楽しめることから、本作だけでもその魅力は伝わるだろうといい、乙女シリーズのファンでなくても遊ぶ価値はあると結んでいる。

#### 受賞
本作は萌えゲーアワード2019の金賞・コンセプトデザイン賞を受賞した。仲間と過ごす日常の中で、女装が露見しそうになった主人公の慌てるシーンは乙女シリーズの恒例になっているところ、講評を担当した霧方るんたは、本作では相手も男であるという点でコミカル感が増していると指摘し、「この楽しさは、まさに企画の勝利と言えるだろう」と賞した。
| \| 日付 \| 賞 \| 部門 \| 候補 \| 結果 \| 出典 \| \| ------------- \| -------------------- \| ---------------------------- \| --------------------------------------------------------- \| ---- \| -------- \| \| 2020年2月21日 \| 萌えゲーアワード2019 \| 2019年12月発売タイトル月間賞 \| シャイニー・シスターズ 〜女装主人公アイドルプロジェクト〜 \| 2位 \| [64][67] \| \| 2020年5月29日 \| 萌えゲーアワード2019 \| コンセプトデザイン賞 \| シャイニー・シスターズ 〜女装主人公アイドルプロジェクト〜 \| 金賞 \| [22] \| |                      |                              |                                                           |      |               |
| 日付 | 賞                   | 部門                         | 候補                                                      | 結果 | 出典          |
| 2020年2月21日 | 萌えゲーアワード2019 | 2019年12月発売タイトル月間賞 | シャイニー・シスターズ 〜女装主人公アイドルプロジェクト〜 | 2位  | [ 64 ] [ 67 ] |
| 2020年5月29日 | 萌えゲーアワード2019 | コンセプトデザイン賞         | シャイニー・シスターズ 〜女装主人公アイドルプロジェクト〜 | 金賞 | [ 22 ]        |

## 架空アイドルユニットとしてのシャイニー・シスターズ
以下では、『シャイニー・シスターズ〜女装主人公アイドルプロジェクト〜』のあらすじ・登場人物の説明を補完するため、作中の架空アイドルユニットとしてのシャイニー・シスターズを主として物語世界内の観点から詳述する。
なお、本作の主題歌は「シャイニー・シスターズ（CV：まきいづみ、桐谷華、歩河みぃな、月野きいろ、ひな葉月、北見六花、春乃いろは）」が歌っており、シャイニー・シスターズは現実に存在する女性声優ユニットでもある。

### 概要
シャイニー・シスターズ（Shiny Sisters）は現役女学園生で構成されるアイドルユニットである。実はメンバー全員が女装した男子なのだが、そのことを互いに秘密にしているため、自分以外は正真正銘の女子だと皆が皆信じ込んでいる。その様子を面白がった四條財閥家の令嬢・蘭により結成へと導かれた。リーダーの真原葵以下、メンバーは7人（2020年時点）。
- 月丘 晶子（） - 聖ルピナス学園2年・生徒会会長[68]
- 深山 瑞希（） - 鳳后藝術学園2年・女子寮メイド[69]
- 真原 葵（） - 桜花女学園2年[注 10]・桜花会副会長[71]
- 塚原 いずみ（） - 深皇学園2年・歌姫[72]
- 朝倉 千弘（） - 舞城女学園2年[注 11]・学生寮コック[74]
- 雨桜 みさき（） - リーリエ女学園2年[注 12]・兼音楽教師[75]
- 塔矢 優紀（） - 明月女学園2年・四條家令嬢の従者[76]

### 歴史

#### メンバーの出会い
三校交流会
名門女学園である聖ルピナス学園・鳳后藝術学園・桜花女学園の交流会として、各校の代表生徒がそれぞれの学園を訪問しあうことになった。学園長の伯母の依頼で桜花の代表役を引き受けた真原葵が指定の場所へ行くと、ルピナス代表の月丘晶子と鳳后代表の深山瑞希が待っていた。
お互いの正体は知らないため、彼らは女の子の集まりに参加した罪悪感と初めて会う相手に性別がバレないかという不安を抱きつつ、互いに「キレイな人だなあ」とドキドキしています。 — 松田ゆのじ、とんがりギャルゲー紀行
初日は葵が案内して桜花女学園を回り、翌日は鳳后藝術学園に場所を移して瑞希が案内役を務める。3人は再会を約して別れる。
（以上、「乙女シリーズ主人公ぱっち」のあらすじ。）
深皇の女子会
晶子・瑞希・葵は女子会と称して再び集まる。深皇学園近くの街へ繰り出して深皇の伝統行事「アリア」とその歌姫の話題で盛り上がっていると、強引なナンパの場面に遭遇する。男達に迫られていた人物を助け出してみると、アリアの歌姫である塚原いずみ本人だった。
うっかりみんなで男子トイレに入ってしまい、慌てながらそれぞれわたわた言い訳、あるいはフォローをして「ふう、なんとか誤魔化せた！」とやりきった感を出したりします。〔……〕このツッコミ不在な状況が笑えますね。 — 松田ゆのじ、とんがりギャルゲー紀行
いずみも加えた4人は公園のシュークリーム屋で親睦を深め、いずみは歌を披露する。晶子・瑞希・葵はいずみと連絡先を交換して別れる。
（以上、「乙女シリーズ主人公ぱっち2」のあらすじ。）
全国紅花連盟「お出迎え会」
全国紅花連盟の伝統行事「お出迎え会」の開催校に舞城女学園が選ばれた。それぞれの学園の代表となった晶子・瑞希・葵・いずみは、揃って舞城を事前見学に訪れる。一行は舞城女学園でコックを務めている朝倉千弘の案内で庭園を見物し、ダンスホールへ案内され、食堂で手料理を振る舞われる。
普段は食事量をセーブしている子もいるのですが、この女子会（？）では一緒に食事をとっても食事量が目立たず、「こんなに食べる女の子もいるんだ」「気を遣わずにごはんが食べられて気が楽だなあ」みたいなことを思っており〔……〕。 — 松田ゆのじ、とんがりギャルゲー紀行
5人は再会を約して別れる。
（以上、「女装主人公集合DLミニシナリオ第3弾」のあらすじ。）
チャリティー・コンサート
近々開催されるチャリティー演奏会で、深皇学園に他校との共演の話が持ち上がる。相手は優れた音楽教育を実践しているリーリエ女学園。その音楽行事「シュールフェスト」の演奏動画を見たいずみは、ピアニストの雨桜みさきとの共演を希望する。
いずみとみさきはリーリエ女学園の音楽室でレッスンを積み、国際ホールでの演奏会を成功させ、連絡先を交換して別れる。
（以上、『想いを捧げる乙女のメロディー 〜あふれる想いを調べにのせて〜』美亜アフターのあらすじ。）
四條家の才媛
晶子の提案により、全国紅花連盟加盟の各学園の催しを披露し合うイベントが開催されることが決まる。リーリエ女学園での打ち合わせで晶子・いずみ・千弘は再会を果たし、リーリエの代表として出席したみさきも、いずみから紹介されて仲間の輪に加わる。一方、明月女学園の代表としてやって来たのは塔矢優紀と優紀の主人である四條蘭。蘭は晶子達の不審な挙動に違和感を覚えるとすぐに彼らの女装を見破る。
各学園の催しを説明し合った後、出席者はリーリエの学生寮に一泊することになる。蘭は優紀に変装すると、大浴場で順番に汗を流していた晶子達のもとを訪れて反応を楽しみ、翌日彼らの秘密を仄めかして去って行く。
（以上、「乙女シリーズ 女装主人公ミニゲーム NewStage」のあらすじ。）

#### ユニット結成とファーストライブ
7人、一堂に会す
| # | タイトル          | 登場主人公 | 登場主人公 | 登場主人公 | 登場主人公 | 登場主人公 | 登場主人公 | 登場主人公 |
| - | ----------------- | ---------- | ---------- | ---------- | ---------- | ---------- | ---------- | ---------- |
| 1 | ぱっち            | 晶         | 瑞         | 葵         |            |            |            |            |
| 2 | ぱっち2           | 晶         | 瑞         | 葵         | い         |            |            |            |
| 3 | ミニシナリオ第3弾 | 晶         | 瑞         | 葵         | い         | 千         |            |            |
| - | （美亜アフター）  |            |            |            | い         |            | み         |            |
| 4 | NewStage          | 晶         |            |            | い         | 千         | み         | 優         |
| 5 | 本作              | 晶         | 瑞         | 葵         | い         | 千         | み         | 優         |
明月女学園の「お披露目会」予行演習を見学するため集まった晶子・瑞希・葵・いずみ・千弘・みさきは、学生会室で優紀にもてなされる。瑞希・葵とみさき・優紀がここに対面を果たし、7人のメンバーが初めて一堂に集う（表：「シャイニー・シスターズ結成までの道のり」も参照）。
本番のお披露目会が終わってしばらく経ち、四條家でお茶会が開かれる。招待された晶子・瑞希・葵・いずみ・千弘・みさきは、商店街のイベントにアイドルグループとして出場してくれるよう蘭から依頼される。6人は難色を示すが、蘭から女装の秘密を仄めかされると大いに慌てる。
試行錯誤と役割分担
各々の事情からアイドルを引き受けることになった6人と優紀は明月女学園でレッスンを開始する。用具手配などの補助全般は優紀が行う。
晶子は、自分の推したダンスが初め採用されたものの上手く踊れず、焦りと責任を感じて居残り練習をしていた。晶子の焦りに気付いた千弘は、舞城で習った知識で振り付けを担当し、オリジナルの踊りやすいダンスを完成させる。みさきといずみは振り付けに合わせたオリジナル曲の制作を進める。
服を着替えるだけでも大騒ぎで、全員が口を揃えるように「更衣室は個室で！」とご所望。〔……〕またペアストレッチや衣装の採寸の際には密着する女装主人公に〔女装主人公が〕ドキドキときめいてしまうなど、全部を知っているプレイヤーからしてみればニヤニヤしっ放し。 — レビュアー、『BugBug』2020年3月号
葵は誰とでも仲良くできるカリスマ性を買われてグループのリーダーに指名され、自分が男子であることを気にして躊躇するが、晶子らに背中を押されて引き受ける。晶子はサブリーダーに納まって葵を助ける。グループ名として幾つかの候補が挙げられるが、「シャイニー・シスターズ」が全員一致で選ばれる。
瑞希は、芸術のセンスを活かして服飾デザインを担当し、一人一人のカラーを出すため衣装の細部の違いにまで拘りを見せる。縫製は天城家（千弘の勤めている屋敷、蘭の友人）が引き受け、7人の立派な衣装が完成する。
リハーサル失敗、そして合宿
人目に慣れておくためリハーサルを実施すると、蘭の企みにより観客席は明月の生徒で一杯になっていた。本格ソプラニスタのいずみは勝手の違いにとまどい、同じく歌の名手である優紀もプレッシャーで音程を外してしまうなど、全員が浮き足立つ。失敗してしまった7人は、明月女学園の寮で合宿を行うことにする。
〔レビュアーの〕お気に入りシーンは、隣同士でシャワーを浴びていた晶子といずみがシャワーの故障で冷水を浴び、慌てて飛び出して鉢合わせするところね。幸いどっちもタオルで前を隠していたから男だとはバレなかったんだけど、互いのセクシーな姿に見とれて意識してしまうの。 — レビュアー、『BugBug』2020年3月号
この合宿では、千弘も葵同様、男なのにアイドルをしていいのかと悩みスランプに陥るが、みさきのアドバイスで克服する。
ファーストライブ
イベントの会場は駅近くの商店街。本番直前、最年長のみさきはメンバーの緊張を見て取ると、「失敗しても良いじゃ無いですか〔ママ〕」と声を掛ける。観客が求めているのは完璧なダンスではない、お祭りに相応しい伸び伸びとした演技ではないかとのみさきの言葉に他の6人もリラックスする。円陣を組んで気合いを入れた一同は、大勢の観客の前で「Shinin' Stars!!」を熱唱する。
本番のステージを成功させた7人に商店街から温泉旅館の宿泊券が届く。大喜びで行ってみるとカメラマンが待ち構えていて、水着姿を撮影されてしまう。蘭が勝手にアイドルの仕事を引き受けていたことが判明し、シャイニー・シスターズの活動は今後も続きそうだと予感する。
（以上、『シャイニー・シスターズ〜女装主人公アイドルプロジェクト〜』のあらすじ。）

#### 結成後の活動
| # | タイトル     | 登場主人公 | 登場主人公 | 登場主人公 | 登場主人公 | 登場主人公 | 登場主人公 | 登場主人公 | 登場主人公 | 登場主人公 | 登場主人公 |
| - | ------------ | ---------- | ---------- | ---------- | ---------- | ---------- | ---------- | ---------- | ---------- | ---------- | ---------- |
| 6 | new stage2   |            |            |            | い         | 千         | み         | 優         | 兎         |            |            |
| 7 | 巡り逢い     |            |            |            | い         |            | み         |            |            | 凜         |            |
| - | 二つのアリア |            |            |            | い         |            |            |            |            |            | 陽         |
ファーストライブはテレビ局の関係者にも見られていた。人気歌番組『サウンドステーション』への出演依頼がシャイニー・シスターズに舞い込んでくる。スケジュールの都合のついた、いずみ・千弘・みさき・優紀の4人が出演することになる。素人同然の彼らは、同じ紅花連に所属し、アイドルを多く輩出している聖六華女学園を訪れ、その生徒である山吹兎美からノウハウを教授してもらう。兎美たち5人は合宿生活を通じ、親睦を深める。そして収録当日を迎えるが、テレビ局はシャイニー・シスターズの出演人数を5人と勘違いしてセッティングしてしまっていた。4人に付き添っていた兎美に急遽白羽の矢が立つ。いずみたちに兎美を加えた「シャイニー・シスターズwith兎美」は大好評を博す。兎美たちのもとへ依頼が殺到するようになる。
（以上、「乙女シリーズ 女装主人公ミニゲーム new stage2」のあらすじ。）
いずみとみさきがリーリエ女学園の音楽室で練習していると、袴姿の少女がやってくる。名前は藤波凜。仲良くなった3人は一緒に街へ繰り出す。温水洗浄便座やスマートフォンに驚く凜に、いずみとみさきはある疑いを持ち始める。2人はベーカリーのパンを凜におごり、五円玉を握らせて「元の時代」へと見送る。
大正時代、清澄女学館の中庭で夢から覚めた凜の手の中には未来の五円玉があったのだった。
（以上、「乙女シリーズ 女装主人公ミニゲーム 〜時を越えた巡り逢い〜」のあらすじ。）
いずみは同級の西條綾香・二ノ宮美琴とともに深皇学園の代表として、同じくアリアンロッド女学院を姉妹校とするお嬢様学園・銀蘭学園の視察に行くことになる。銀蘭学園に到着したいずみたちは同校の生徒、卯花陽菜・小柴杏奈・宮守睦月らと初対面の挨拶を交わし、剣術や歌の話題で盛り上がり、仲良くなる。
（以上、「乙女シリーズミニゲーム 二つのアリア」のあらすじ。）

### ユニットメンバー一覧
血液型・身長・スリーサイズの設定が公表されているのは晶子だけである（2020年時点）。
| # | 名前/読み   | 本名/読み | 担当声優   | 学年 | 血液型 | 身長  | B-W-H    | 誕生日   | イメージ カラー | 所属学園       | 担当           |
| - | ----------- | --------- | ---------- | ---- | ------ | ----- | -------- | -------- | --------------- | -------------- | -------------- |
| 1 | 月丘 晶子   | 月丘 彰   | まきいづみ | 2年  | A型    | 164cm | 75-56-80 | 1月19日  | パープル        | 聖ルピナス学園 | サブリーダー   |
| 2 | 深山 瑞希   | 瑞木 信   | 桐谷華     | 2年  | —      | —     | —        | 9月7日   | ブルー          | 鳳后藝術学園   | 服飾デザイン   |
| 3 | 真原 葵     | 同左      | 歩河みぃな | 2年  | —      | —     | —        | 5月5日   | レッド          | 桜花女学園     | リーダー       |
| 4 | 塚原 いずみ | 和泉 司   | 月野きいろ | 2年  | —      | —     | —        | 12月27日 | イエロー        | 深皇学園       | メインボーカル |
| 5 | 朝倉 千弘   | 千原 直人 | ひな葉月   | 2年  | —      | —     | —        | 10月7日  | ピンク          | 舞城女学園     | 振り付け       |
| 6 | 雨桜 みさき | 同左      | 北見六花   | 2年  | —      | —     | —        | 7月17日  | グリーン        | リーリエ女学園 | 作曲           |
| 7 | 塔矢 優紀   | 結城 冬弥 | 春乃いろは | 2年  | —      | —     | —        | 3月12日  | オレンジ        | 明月女学園     | プロデュース   |

### 作品
以下は実在する声優ユニットとしてのもの。

#### 配信楽曲
| 発売日         | タイトル        | フォーマット    | 提供形態                                                                   |
| -------------- | --------------- | --------------- | -------------------------------------------------------------------------- |
| 2019年12月20日 | Shinin' Stars!! | WAV 24bit/48kHz | 『シャイニー・シスターズ〜女装主人公アイドルプロジェクト〜』豪華版の内容物 |
| 2020年2月14日  | Shinin' Stars!! | MP3 256kbps     | 楽曲単品のダウンロード販売                                                 |

#### コンピレーションCD
| 発売日        | タイトル                              | アーティスト名                                                      | 規格品番    |
| ------------- | ------------------------------------- | ------------------------------------------------------------------- | ----------- |
| 2020年3月27日 | 10th anniversary ensemble OP festival | Duca 片霧烈火 結月そら 咲宮アサミ 霧島はるな シャイニー・シスターズ | Will-415A/B |

#### タイアップ曲
| 楽曲            | タイアップ                                                               | 時期   |
| --------------- | ------------------------------------------------------------------------ | ------ |
| Shinin' Stars!! | ゲーム『シャイニー・シスターズ〜女装主人公アイドルプロジェクト〜』主題歌 | 2019年 |

## 関連商品

### グッズ
シャイニー・シスターズ A1タペストリー
タペストリー同梱版に付属したタペストリーの単品販売。絵柄は本作パッケージのイラスト。
シャイニー・シスターズ 両面フルグラフィックTシャツ
本作と同時発売のTシャツ。表面・裏面ともに主人公7人の集合イラストがあしらわれている。

### 音楽
主題歌「Shinin' Stars!!」フルバージョン
2020年2月14日に主題歌単独のダウンロード販売が開始された。担当パート分け歌詞カード付。主題歌の付属する豪華版が少量の生産に留まったことから、ensembleには主題歌の別途販売を希望する意見が多く寄せられていたという。
オープニングソング集「10th anniversary ensemble OP festival」
2020年3月27日に発売された、『花と乙女に祝福を』から本作までのensemble全作品のオープニング曲集。2枚組音楽CDに「Shinin' Stars!!」を含む主題歌27曲が収められている。本作主題歌のダウンロード販売に先立ち、後日の入手手段として案内された。

### ゲームソフト
ensemble10周年記念 乙女シリーズ13本セット
乙女シリーズ全13作品とミニファンディスクを収録したセット商品。『シャイニー・シスターズ 〜女装主人公アイドルプロジェクト〜』と同時に発売され、発売月（2019年12月）の売り上げにおいて、Getchu.comの集計では11位、『BugBug』の集計でも11位を記録した。